# Jamiati Islami

Estandarte de Jamiati Islami.

Escudo de armas de Jaimati Islami

Jamiati Islami (también escrito Jamiat-e Islami y de otras maneras; en persa «Sociedad Islámica») es una facción político-militar fundamentalista islámica de Afganistán.
Desde 1968 el líder oficial ha sido Burhanuddin Rabbani, aunque su poder real en la facción ha fluctuado. La mayoría de sus seguidores son tayikos étnicos del norte y oeste de Afganistán. Su comandante principal y más famoso fue Ahmad Shah Masud, quien fue asesinado por Al-Qaeda (que estaba aliada a los talibanes, facción integrista rival de Jamiati Islami).

## Historia
Durante la guerra contra los comunistas y la guerra civil entre muyahidines, Jamiati Islami fue uno de los grupos muyahidines más poderosos.

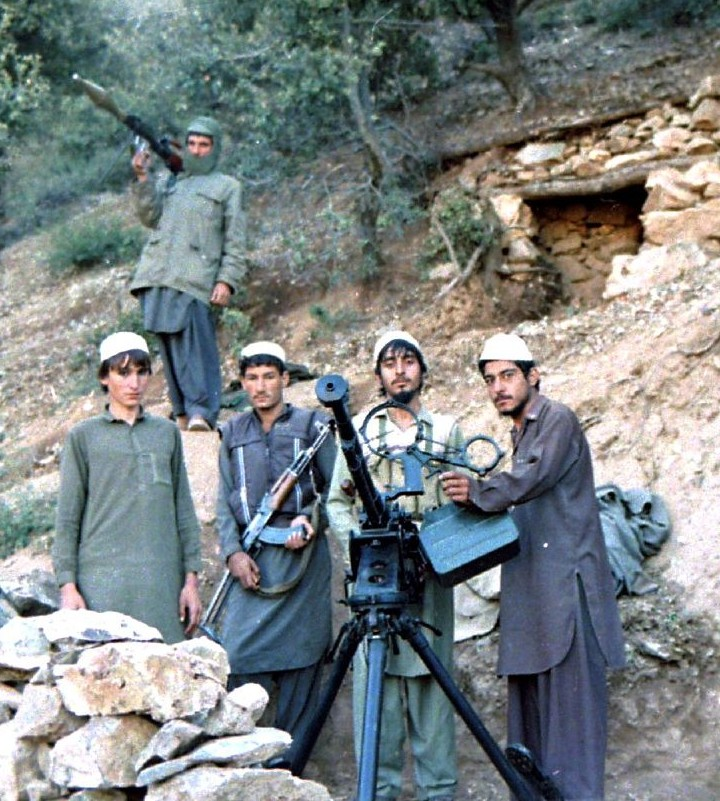
Milicianos de Jamiati Islami en 1987.

Como todas las facciones integristas, recibió ayuda militar y económica de la CIA de Estados Unidos en su lucha contra la República Democrática (1978-1992) y sus aliados del Ejército Rojo (1979-1989). Posteriormente, Jamiati Islami formó parte de la Alianza del Norte, coalición de diversas facciones que luchaban contra el Emirato Islámico, gobierno rival del Estado Islámico (cuyo ministro de defensa era Masud).
Durante estos conflictos, Jamiati Islami cometió crímenes de guerra: saqueos, violaciones sexuales masivas y masacres de civiles.
Desde la invasión de la OTAN, Jamiati Islami se fragmentó: el ala militar, liderada por Yunus Qanuni y Mohammed Fahim, dominó la Administración de Transición (2001-2004), a la que Rabbani se oponía. Abdullah Abdullah fue nombrado ministro de asuntos exteriores. En las elecciones presidenciales de 2009, Abdullah se presentó como candidato independiente contra Hamid Karzai.